# Requiem (Film)
Requiem ist ein Film von Hans-Christian Schmid aus dem Jahr 2006. Er spielt auf den großen Exorzismus der Anneliese Michel Mitte der 1970er Jahre an, der mit deren Tod in Zusammenhang gebracht wurde.
Mit dem Fall Anneliese Michel beschäftigte sich bereits ein Jahr zuvor der Film Der Exorzismus von Emily Rose.

## Handlung
Die Abiturientin Michaela Klingler lebt Mitte der 1970er Jahre in einem sehr religiös geprägten Elternhaus in der süddeutschen Provinz (überall Kreuze und einschlägige Statuen, Tischgebete, Wallfahrten zu einem Marienort). Man merkt zunächst nur, dass sie ständig Tabletten einnimmt; erst allmählich stellt sich heraus, dass sie an epileptischen Anfällen leidet, die sie geheim halten will, da sie sich dafür schämt. Wegen ihrer Krankheit musste sie ein Schuljahr aussetzen. Gegen den Willen ihrer autoritären Mutter, aber mit der Unterstützung ihres Vaters, beginnt sie ein Lehramtsstudium in Tübingen. Dort freundet sich mit Hanna, einer Kommilitonin aus ihrer Nachbarschaft, an und beginnt eine Liebesbeziehung mit dem Chemiestudenten Stefan Weiser. Bald erleidet sie auch in Tübingen epileptische Anfälle; ihre Freunde bemerken, dass sie langsam Gewicht verliert. Da sie bei diesen Anfällen Stimmen hört und ihren Rosenkranz nicht berühren kann oder ihn zerreißt und sich die Anfälle gegen ihre Glaubensäußerungen zu richten scheinen, kommt sie zur Überzeugung, vom Teufel besessen zu sein. Anlässlich einer Studienarbeit steigert sie sich in einen manischen Arbeitsrausch, der in einem psychischen Zusammenbruch endet. Hanna rät ihr dringend, einen Arzt aufzusuchen, doch von Ärzten hält Michaela nicht viel, da sie schon so viele Medikamente verschrieben bekommen hat. Eine Untersuchungsszene verläuft eher unpersönlich und bewirkt nur, dass ihr Vater als Familienoberhaupt brieflich von der Empfehlung für eine psychiatrische Behandlung informiert wird. Stefan bringt es nicht übers Herz, Michaela in eine „Klapsmühle“ zu bringen und fährt sie stattdessen in ihr Elternhaus. Michaela hat schon früher den Kontakt zum heimischen Pfarrer gesucht, der ihr zwar helfen will, ihr Leiden aber nicht versteht. Der junge Theologe Martin Borchert will ihr ebenfalls helfen, ermuntert sie zunächst, ihr Leiden als göttliche Prüfung zu sehen und sich als Kind Gottes zu begreifen. Doch im Elternhaus steigern sich die epileptischen Anfälle und lassen Michaela sehr aggressiv werden. Schließlich treten der Pfarrer, Martin und die Eltern gemeinsam auf, um ihr zu helfen, und es stellt sich heraus, dass Martin von der Kirche bereits die Zustimmung zu einer Teufelsaustreibung erhalten hat. In der nachfolgenden ersten Sitzung sieht man nur, wie Martin mit Michaela betet und sie bedrängt, sie solle den Teufel, der von ihrem Geist Besitz ergriffen hat, nennen. Danach endet der Film mit einer Texteinblendung, die beschreibt, dass Michaela nach vielen weiteren exorzistischen Sitzungen an Entkräftung starb.

## Sonstiges
Im Film fährt Michaela Klingler auf eine Wallfahrt in das italienische San Carlo zur Heiligen Katherina von Biasca. Das reale Vorbild ist der von der katholischen Kirche nicht anerkannte marianische Wallfahrtsort San Damiano (südlich von Piacenza in Norditalien gelegen), wo das Medium Mamma Rosa (eigentlich Rosa Quattrini, 1909–1981) ab etwa 1961 angab, Botschaften der Gottesmutter zu verkünden. Eine Heilige namens Katherina von Biasca gibt es nicht, es ist aber höchstwahrscheinlich eine Anspielung auf die Heilige Katharina von Siena gewollt.
Der Name der Hauptfigur Michaela Klingler ist eine Anspielung auf das reale Vorbild Anneliese Michel und deren Heimatort Klingenberg.

## Auszeichnungen
Deutscher Filmpreis 2006
- Bester Spielfilm: Filmpreis in Silber
- Beste darstellerische Leistung - weibliche Hauptrolle an Sandra Hüller
- Beste darstellerische Leistung - weibliche Nebenrolle an Imogen Kogge
- Bestes Kostümbild an Bettina Marx
- Beste Tongestaltung an Lars Ginzel, Dirk Jacob, Marc Parisotto, Martin Steyer

Berlinale 2006
- Silberner Berliner Bär - Beste Darstellerin an Sandra Hüller
- FIPRESCI-Preis

Bayerischer Filmpreis 2006
- Beste Darstellerin an Sandra Hüller

Sitges Festival Internacional de Cinema de Catalunya 2006
- Gewinner in der Kategorie Bester Film
- Gewinner in der Kategorie Beste Schauspielerin für Sandra Hüller

Film+ Schnitt Preis 2007
- Schnitt Preis Spielfilm für Bernd Schlegel und Hansjörg Weißbrich

Die Deutsche Film- und Medienbewertung (FBW) in Wiesbaden verlieh dem Film das Prädikat besonders wertvoll.
Jury der Evangelischen Filmarbeit
Film des Monats März 2006